# Fairview (Pennsilvània)
Fairview és una població dels Estats Units a l'estat de Pennsilvània. Segons el cens del 2000 tenia 220 habitants.

## Demografia
Segons el cens del 2000, Fairview tenia 220 habitants, 78 habitatges, i 64 famílies. La densitat de població era de 606,7 habitants per quilòmetre quadrat.
Dels 78 habitatges en un 38,5% hi vivien nens de menys de 18 anys, en un 66,7% hi vivien parelles casades, en un 7,7% dones solteres, i en un 17,9% no eren unitats familiars. En el 14,1% dels habitatges hi vivien persones soles el 5,1% de les quals corresponia a persones de 65 anys o més que vivien soles. El nombre mitjà de persones vivint en cada habitatge era de 2,82 i el nombre mitjà de persones que vivien en cada família era de 3,02.
Per edats la població es repartia de la següent manera: un 26,4% tenia menys de 18 anys, un 10% entre 18 i 24, un 28,6% entre 25 i 44, un 23,6% de 45 a 60 i un 11,4% 65 anys o més.
L'edat mediana era de 34 anys. Per cada 100 dones de 18 o més anys hi havia 92,9 homes.
La renda mediana per habitatge era de 48.125 $ i la renda mediana per família de 50.000 $. Els homes tenien una renda mediana de 39.688 $ mentre que les dones 20.625 $. La renda per capita de la població era de 17.997 $. Entorn del 5,7% de les famílies i el 8,6% de la població estaven per davall del llindar de pobresa.

## Poblacions més properes
El següent diagrama mostra les poblacions més properes.